# Oogamija
Oogamija je način polnog razmnožavanja. Tokom evolucije, došlo je do pojave krupne i nepokretne jajne ćelije nasuprot brojnim i veoma pokretljivim spermatozoidima. Prema tome, oogamija je proces tokom kojeg brzi spermatizoidi doplivaju do jajne ćelije i oplode je.
Izuzetak, netipična oogamija, javlja se kod predstavnika razdela crvene alge, kod kojih je muški gamet nepokretan, a jajna ćelija ima mogućnost pokretanja. Jajne ćelije se nalaze u oogonijama, a spermatozoidi u anteridijama.